# Chinatown (Melbourne)

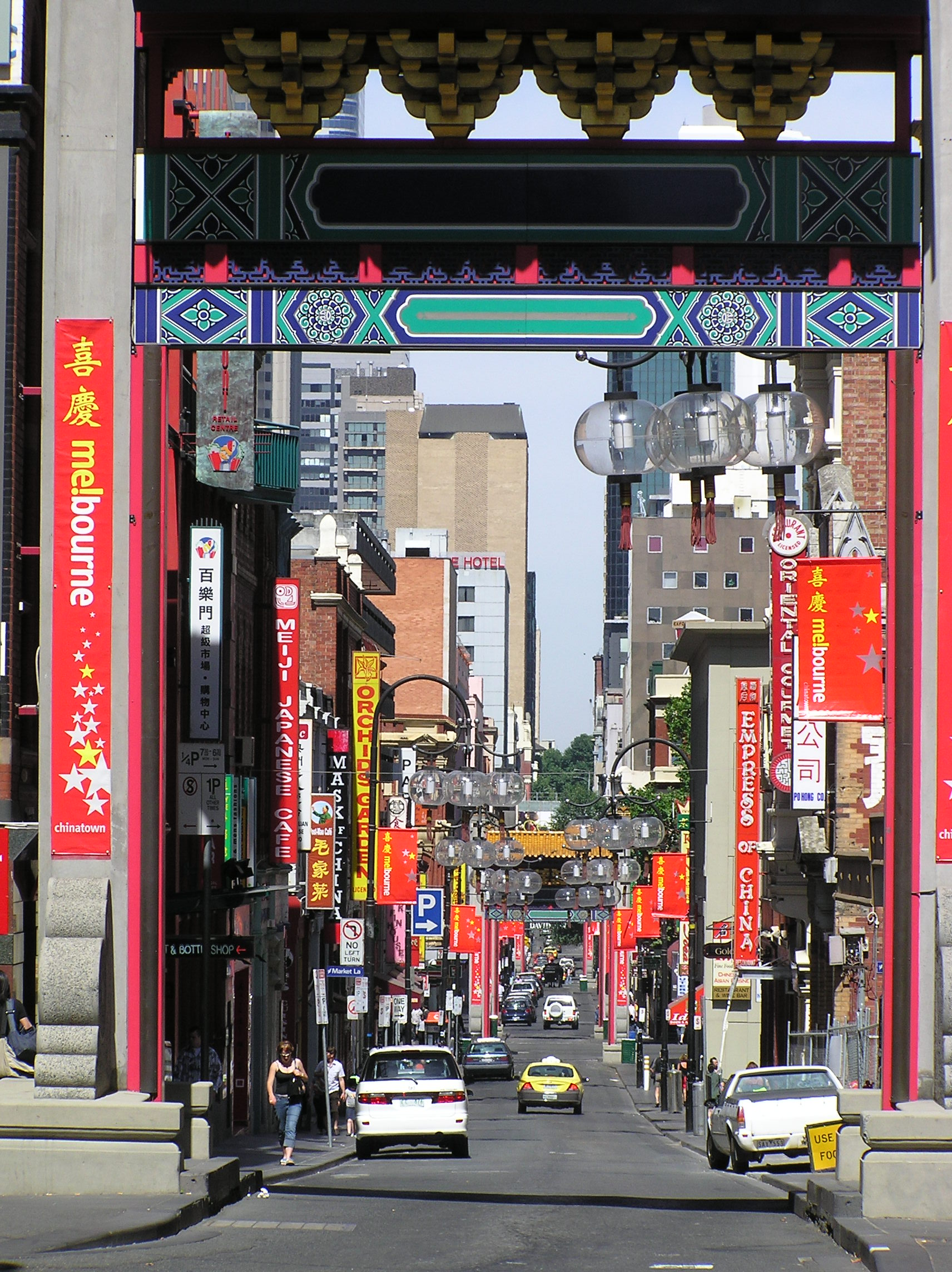
Little Bourke Street vanaf het westen gezien

Melbourne Chinatown is een Chinatown in the stad Melbourne, Australië. Het ligt in Melbourne Central Business District en bestaat uit de oostzijde van Little Bourke Street en de straathoeken van Swanston Street en Spring Street. De buurt heeft sierpoorten.

## Geschiedenis
Melbournes Chinatown ontstond tijdens de Victoriaanse goudkoorts in 1851, toen Chinezen vanuit Hongkongse schepen massaal naar het gebied trokken om hun geluk te beproeven op een goudvondst. Het is de oudste Chinatown van Australië. Het is ook de oudste Chinatown buiten Azië die continu Chinees is gebleven. Die van San Francisco werd eerder gebouwd. Maar werd geteisterd door een aardbeving in 1906, waardoor die Chinatown een herbouwde is.